# Ann Margret Holmgren
Ann Margret (Anna Margareta) Holmgren, född Tersmeden 17 februari 1850 på Hässle gård i Fittja socken, Uppland, död 12 oktober 1940 i Stockholm, var en svensk författare, kvinnosakskvinna och fredskämpe.

## Biografi
Ann Margret Holmgren var dotter till kammarherre Jacob Nils Tersmeden och Augusta Jacquette Cederström. Hon gifte sig 1869 med den berömde läkaren Frithiof Holmgren, som var professor i Uppsala. Makarnas hem Villa Åsen beskrivs som ett samlingsrum för vetenskapsakademins liberala och radikala krafter. Deras hem var under makens tid som professor i Uppsala ett centrum för radikala studenter, som under 1880-talet företrädde åsikter som kritiserade monarkin och förespråkade parlamentarism, allmän rösträtt, arbetarnas rättigheter, preventivmedel och religiöst fritänkeri. Denna miljö påverkade hennes egna åsikter och gav henne en radikalt och vänsterpräglat synsätt. 
Paret fick åtta barn:
- Greta Holmgren, författare (1870–1961)
- Israel Holmgren, läkare, professor och riksdagsman (1871–1961)
- Björn Frithiofsson Holmgren, marinofficer och riksdagsman (1872–1946)
- Torsten Holmgren, elpionjär (1874–1934)
- Gunnar Holmgren, professor (1875–1954)
- Ingrid Holmgren (1877–1950)
- Margit Holmgren, barnträdgårdslärarinna (1880–1977)
- Frithiof Holmgren, civilingenjör (1884–1965)

Under pseudonymen Märta Bolle skrev Holmgren Fru Stråhle. Tidsbilder ur tre släktled (1894) och När riddar Ulf suckar. Ur familjekrönikan på Höögsborg (1896), vilka båda 1897 översattes till tyska. Hon var redaktör för den radikala Föreningen Verdandis småskriftskommitté 1898–1905.
Efter att maken avlidit 1897 flyttade hon till Stockholm, och inspirerades där av sina vänner Ellen Key och Lydia Wahlström till ett engagemang i kvinnofrågor. Holmgren var ordförande i Föreningen för kvinnans politiska rösträtt i Stockholm 1902–1906 och sekreterare i verkställande utskottet i Landsföreningen för kvinnans politiska rösträtt, LKPR, (i vilken hon var ständig ledamot) 1903–1906. Inom rösträttsföreningen var hon en aktiv och populär resetalare. I sitt arbete som feminist ställde hon till stor skandal då hon i konflikt med samtidens rådande könsroller förespråkade kärlek och sex utanför äktenskapet, något som ledde till att hennes förra bekantskapskrets i societeten tog avstånd från henne. LKPR:s officiella paroll var att ge kvinnor rösträtt på samma villkor som för män, men Holmgren företrädde åsikten att detta inte räckte, eftersom det endast skulle ge självförsörjande och myndiga kvinnor med viss inkomst rösträtt, och krävde att även gifta kvinnor, som stod under makens förmyndarskap, skulle få rösträtt och därmed bli myndigförklarade. Ann Margret Holmgren största roll inom rösträttsrörelsen var hennes roll som talare: hon var den första som gjorde landsomfattande resor för att hålla tal, samla sympatisörer och starta lokalföreningar runt om i landet. Genom sitt breda kontaktnät, bestående av bland annat studenter hon lärt känna under tiden i Uppsala och som nu bodde över hela landet, samlade hon anhängare runt hela Sverige. På sin 60-årsdag år 1910 uppvaktades hon av LKPR med en guldkedja med 60 länkar, representerande de 60 lokalföreningar av rösträttsrörelsen hon hade grundat i Sverige, vilket var rekord.   
Hon var vice ordförande i Sveriges kvinnliga fredsförening 1901–1910. Hon var dessutom hedersledamot i Nordiska museet och i sällskapet Philochoros. Hon deltog i bildandet av Svenska kvinnors medborgarförbund 1921 och var dess hedersordförande.

### Skönlitteratur
- Fru Stråhle : tidsbilder ur tre släktled. Stockholm: Alb. Bonnier. 1894. Libris 21978008. http://hdl.handle.net/2077/54498
- När riddar Ulf suckar: ur familjekrönikan på Höögsborg. Stockholm: Wahlström & Widstrand. 1896. Libris 1662594
- Den lilla åsnan: Berättelser. Stockholm: E. Wessman. 1925. Libris 1475305 - Bilder av Birgitta Lilliehöök.
- Hågkomster och skisser. Stockholm: Wahlström & Widstrand. 1927. Libris 8218673

### Varia
- När riddar Ulf suckar: ur familjekrönikan på Höögsborg. Stockholm: Wahlström & Widstrand. 1886. Libris 1662594 Fulltext: Göteborgs universitetsbibliotek, Projekt Runeberg.
- Virgo immaculata. Bergen. 1899. Libris 9955571
- Strödda intryck från den internationella kvinnorösträttskongressen i Köpenhamn. Flygblad, utg. af Landsföreningen för kvinnans politiska rösträtt.. Stockholm. 1906. Libris 2709093
- Mor Karin.. Flygblad utr. av Landsföreningen för kvinnans politiska rösträtt.. Gäfle. 1909. Libris 2709091. http://www.ub.gu.se/kvinn/portaler/rostratt/pdf/mor.pdf
- Om betydelsen för Sverges kvinnor av den pågående namninsamlingen. Landsföreningen för kvinnans politiska rösträtt. Opinionsyttringen 1913. Flygblad 5. 1913.. Gefle. 1913. Libris 2709092. http://www.ub.gu.se/kvinn/portaler/rostratt/pdf/betyd.pdf Arkiverad 21 februari 2007 hämtat från the Wayback Machine.
- Den svenska kvinnorösträttsrörelsens historia i korta drag. Gefle: Landsföreningen för kvinnans politiska rösträtt. 1913-1918. Libris 2963481 - Medförfattare: Klara Lindh.
- Om sammanslutningens betydelse. Landsföreningen för kvinnans politiska rösträtt. Rösträttsbrevet för dagen ; 2. Stockholm: Oskar Eklund. 1917. Libris 1653503
- Mor Karin och landstingsvalen. Stockholm: O. Eklund. 1918. Libris 1653502
- Anna Shaw. Stockholm: O. Eklund. 1919. Libris 1653501. https://runeberg.org/annashaw/
- Kvinnorösträttens historia i främmande länder: i kortaste sammandrag. Studentföreningen Verdandis småskrifter, 99-0470915-7 ; 228. Stockholm: Verdandi. 1919. Libris 1658861. https://runeberg.org/kvlander/
- Kvinnorösträttens historia i de nordiska länderna: i kortaste sammandrag. Studentföreningen Verdandis småskrifter, 99-0470915-7 ; 229. Stockholm: Verdandi. 1920. Libris 1658862. https://runeberg.org/kvrostnord/
- (på engelska) Susan B. Anthony: Amerikas grand old woman. Studentföreningen Verdandis småskrifter, 99-0470915-7 ; 230. Stockholm: Verdandi. 1920. Libris 1658863
- Bjørnstjerne Bjørnson: diktaren, hövdingen, politikern, människan. Studentföreningen Verdandis småskrifter, 99-0470915-7 ; 248/249. Stockholm. 1921. Libris 8216472
- Två internationella kvinnoorganisationer. Studentföreningen Verdandis småskrifter, 99-0470915-7 ; 241. Stockholm: Bonnier. 1921. Libris 1482195
- Heliga Birgitta. Svenska biblioteket Fri läsning, 99-1979328-0 ; [2]. Stockholm: Sveriges folkskollärarinneförbund. 1922. Libris 1482761
- Om kvinnosakspionjären Fredrika Bremer. Studentföreningen Verdandis småskrifter, 99-0470915-7 ; 260. Stockholm: Bonnier. 1922. Libris 1482203
- Björnstjerne Björnson. Studentföreningen Verdandis småskrifter, 99-0470915-7 ; 260. Stockholm: Bonnier. 1922. Libris 1482203
- Fridtjof Nansen. Svenska biblioteket Fri läsning, 99-1979328-0. Stockholm: Stockholms lärarinneförbund. 1923-1924. Libris 2161582
- Ellen Key, människovännen. Studentföreningen Verdandis småskrifter, 99-0470915-7 ; 279. Stockholm: Bonnier. 1924. Libris 1312614
- Henry Ford, en arbetets hjälte. Svenska biblioteket Fri läsning, 99-1979328-0 ; 12. Stockholm: Sveriges folkskollärarinneförb. 1925. Libris 1482769
- Valda tidsbilder ur amiral Carl Tersmedens memoarer 1715-1797. Stockholm: Wahlström & Widstrand. 1925. Libris 1475306
- Minnen från Vinnerstads prästgård. Holmgrenska släktföreningen ; 1. 1926. Libris 11462384
- Minnen och tidsbilder. Stockholm: Wahlström & Widstrand. 1926. Libris 8218674
- Jane Addams "Samhällsmodern" och "fredsmodern". Uppsala. Studentföreningen Verdandis småskrifter. 312. 1927.. Stockholm. 1927. Libris 8232792
- Artur Hazelius: Nordiska museets skapare. Studentföreningen Verdandis småskrifter, 99-0470915-7 ; 322. Stockholm. 1928. Libris 1337256
- Henry Dunant: en mänsklighetens välgörare : ett hundraårsminne. Studentföreningen Verdandis småskrifter, 99-0470915-7 ; 325. Stockholm. 1928. Libris 1337259
- Om Selma Lagerlöf: hennes far och mor, farmor och Back-Kajsa m. m. : berättelser för mina barnbarn och barnbarnsbarn. Stockholm: Wahlström & Widstrand. 1929. Libris 1331881
- Pionjärer: Levnadsteckningar : Artur Hazelius, Ellen Key, Fredrika Bremer, Björnstjerne Björnson, Susan B. Anthony, Henry Dunant, Jane Addams. Stockholm: Bonnier. 1930. Libris 1331882
- Några personliga Verdandiminnen. Uppsala. 1932. Libris 1763451
- En axplockning ur mina uppsalaminnen. [Uppsala]. 1936. Libris 2709088

### Webbkällor
”Kvinnohistoriska portaler: Kvinnors kamp för rösträtt”. Kvinnsam. Göteborgs universitetsbibliotek. http://www.ub.gu.se/kvinn/portaler/rostratt/biografier/holmgren.xml. Läst 9 mars 2014.